# Єн Макдермід
Єн Макдермід (англ. Ian McDiarmid; нар. 11 серпня 1944, Карноусті, Шотландія, Велика Британія) — шотландський театральний актор і режисер, також з'являвся в кіно і на телебаченні. Популярність здобув роллю імператора Палпатіна в усіх трьох трилогіях «Зоряні війни».

## Телебачення і радіо
Першою роллю Макдерміда на телебаченні була роль Міккі Гамільтона, кілера, який схибленого на помсті, через смерть дружини та дитини, в телесеріалі « Професіонали» на телеканалі Granada Television.  Також зіграв роль детектива Порфирія Петровича в телеекранізації 2002 року каналом BBC адаптації « Злочину і кари» Федора Достоєвського. Зіграв роль психопата Хьюго Девро в одному з епізодів телесеріалу « Інспектор Морс». У 2003 році Макдермід зіграв роль  Едварда Хайда в телесерії BBC « Останній король».
У 2005 році він зіграв роль Сатани в радіопостановці каналом BBC Four поеми « Втрачений рай», яка складалася з 41 частин, і була  пізніше повторена на BBC Radio 7. Зіграв роль письменника і творця справи поліцейських Генрі Філдінга в історичній драмі «City of Vice», і роль  Деніса Тетчера в кінофільмі « Маргарет».
У 2009 році роль Ле Клерка, шефа розвідки, в радіопостановці BBC Radio книги «Війна в Задзеркаллі» Джона Ле Карре.

## Зоряні війни
Макдермід в ролі сенатора Палпатіна в фільмі «Зоряні війни. Епізод I: Прихована загроза». Хоча Макдермід вважає себе в першу чергу театральним актором, він також із задоволенням працює в кіно. Після незначної ролі у фільмі « Вбивця дракона», Джордж Лукас запросив Макдермід знятися у фільмі «Зоряні війни.  Епізод VI: Повернення джедая» в ролі імператора Палпатіна, головного лиходія.  Через 16 років після появи в «Поверненні джедая», Макдермід знову зіграв роль Палпатіна в трилогії-приквелі саги, але представлену у двох іпостасях. Граючи  Дарта Сідіуса, альтер его канцлера, він відтворив свою диявольську інтерпретацію Палпатіна з Повернення джедая. Другий іпостассю став чарівний персонаж публічного образу Палпатіна.  Хоча раніше Макдермід отримав мало уваги за дану роль через те, що в ній він був маловпізнаваними, він все ж знайшов широку увагу і визнання критиків за більш значну роль в приквелі. Своє повернення до ролі, через довгий час, Макдермід пов'язує з можливістю зіграти персонажа куди більш молодим, ніж раніше.
У перевиданні фільму «Зоряні війни.  Епізод V: Імперія завдає удару у відповідь» коротка сцена між  Дартом Вейдером і імператором Палпатіном була оновлена, щоб імператор в цій сцені постав із зовнішністю Макдермід.  У ранній версії фільму Імператор був озвучений Клайвом Ревілл, а зіграний Елейн Бейкер, заміненої на Марджорі Ітон в фінальному монтажі.
Через чотирнадцять років в 2019 році Макдермід повернувся до ролі Палпатіна у фільмі «Зоряні війни: Скайуокер.  Схід», дев'ятому і останньому епізоді Саги Скайуокерів
Крім кінематографічного світу саги, Макдермід також працював з розширеною всесвіту «Зоряних воєн», озвучивши Палпатіна в відеогрі LEGO Star Wars: The Video Game і її сіквелі LEGO Star Wars II: The Original Trilogy, і в ігрових  версіях фільмів « Імперія завдає удару у відповідь »і«  Повернення джедая »: Super Star Wars: The Empire Strikes Back, Super Star Wars: Return of the Jedi, і нарешті, в Star Wars Battlefront: Elite Squadron  .  Також надав свій архівований голос для фан-фільму  Contract of Evil .

## Театр
Макдермід знаменитий своєю роботою в британському театрі, отримавши широке визнання і як актор і як режисер.  Він грав в таких п'єсах Шекспір а як «Гамлет» (1972), « Буря» (1974, 2000), «Багато галасу даремно  »(1976),«  Венеціанський купець »(1984), і« Король Лір »(2005).  Будучи в  Театрі Алмейда, режисирував постановки «Venice Preserv'd» (1986) і « Іполит» (1991).
Також зіграв роль Іванова в п'єсі «Every Good Boy Deserves Favour»  Тома Стоппарда, в театрі «Русалка» в 1978 році.
З 1990 до 2001 року Макдермід і Джонатан Кент працювали художніми керівниками театру  Алмейда, розташованому в Іслінгтон е, Лондон.  У 1998 році вони разом отримали спеціальну нагороду газети  Evening Standard  за театральні досягнення року. Їх робота була відзначена низкою вельми успішних вистав за участю таких акторів, як  Кевін Спейсі і  Рейф Файнс.

## Раннє життя
Макдермід народився в   Карнусті, Шотландія.  Вперше він познайомився з театром в п'ять років, коли він взяв його на спектакль «Тонни Морган» в театрі в місті Данді.  У 2004 році Іан сказав: «Це у своєму роді зачарувало мене, але також і налякало.  Всі ці вогні, весь цей грим.  Я сказав собі «Я не знаю що це, але я хочу цього». Однак, побоюючись несхвалення від свого батька, Макдермід надійшов в Сент-Ендрюського університет, де вивчився на магістра психології.  Пізніше він вирішив зайнятися кар'єрою в театрі, надійшов в   Королівську шотландську академію музики і драми в Глазго.  У 1968 році Іан отримав золоту медаль - перше з багатьох зізнань за його роботу в театрі.  Макдермід сказав, що став її одержувачем «за виконання всієї нудної роботи, яку ти повинен робити молодим, щоб тягнути своє існування».